# United Nations Environment Programme-Global Resource Information Database
United Nations Environment Programme/Global Resource Information Database (UNEP-GRID) ist ein weltweites Netzwerk aus Suchmaschinen und Umweltdatenkatalogen. Das UN-Umweltprogramm (UNEP) stellt damit global erhobene Umweltinformationen politischen Entscheidungsträgern und Entwicklungsorganisationen zur Verfügung. Auf allen Kontinenten werten GRID-Zentren Daten zur Biologischen Vielfalt sowie der Land- und Ressourcennutzung aus.
Standorte: Neben dem Sitz von UNEP in Nairobi und dem Sitz der Vereinten Nationen in Genf, wird das Netz überwiegend von Arendal, Budapest, Christchurch, Sioux Falls und Warschau aus organisiert. An den jeweiligen Knotenpunkten besteht meist eine enge Zusammenarbeit mit den nationalen Umweltbehörden und den Umweltwissenschaften. In Genf gibt es traditionell eine enge Kooperation mit dem Schweizer Bundesamt für Umwelt (BAFU) und der Universität Genf.

## Geschichte
GRID wurde 1985, GRID-Arendal im Jahr 1989 gegründet. GRID-Arendal geht auf die Initiative der Brundtland-Kommission, der UNEP und der norwegischen Regierung zurück.
USA (seit 1991): Nicht nur mit der Umweltbehörde US EPA gebe es seit 1998 eine gute Zusammenarbeit, die Entwicklung der Weltraumtechnik durch Satellitenüberwachung habe sowohl mit der NASA, als auch mit der Forstbehörde United States Forest Service (USFS) neue Möglichkeiten beim GRID für die Frühwarnung vor Umweltverschmutzung und Umweltschäden mit der Division of Early Warning and Assessment (DEWA) ermöglicht.

## Ziele
Die Aufgaben des GRID sind:
- Die Datenbasis für Entscheidungen zu liefern
- Management und Verwaltung eines Umweltinformationssystems
- Capacity Building Services
- Öffentlichkeitsarbeit, Bewusstseinsbildung und Vermittlung methodischer Kompetenzen

Neben dem traditionellen Schwerpunkt in den Polarregionen, hat das GRID in den letzten Jahren seinen Fokus auch mehr auf die nachhaltige Entwicklung von Meeren und Küsten weltweit gelegt.
Gerade bei den Netzknoten in Afrika, Pazifik und Lateinamerika gewinnt der Erhalt der Biodiversität in den tropischen Regenwäldern an Bedeutung.
Dabei folgt das GRID nach eigenen Angaben folgenden Werten: Integrität, Professionelle Arbeit, Respekt vor der Unterschiedlichkeit und Verpflichtung gegenüber der Umwelt.

## Programme
UNEP/GRID-Arendal:
Ein Schwerpunktarbeitsbereich ist die globale Polarforschung. Vorsitzender (Chair) des Direktoriums im Jahr 2012 ist Olav Orheim. Es wird vom Umweltministerium Norwegen (Ministry of Environment) für 3 Jahre ernannt.
Derzeit arbeitet etwa GRID-Arendal mit den drei Schwerpunktprogrammen:
- Capacity Building and Assessment Programme
- Marine Programme
- Polar Programme

Ein weiterer Aufgabenbereich ist die Zusammenstellung globaler Karten (maps) und Graphiken. So sind etwa Umweltinformationen über die Grenzen des Permafrosts, das Potential der Wasserkraft in Europa verfügbar.
Eine Übersicht über die Universität der Arktis (University of the Arctic),
Über die Polargebiete hinaus sind auch globale interaktive Karten und Graphiken im Katalog von UNEP/GRID-Arendal. Themen sind die Wasserknappheit in Afrika, Die Bedrohung der Biodiversität in Megadiversityländern wie Südafrika, oder auch Vogelzug-Routen und die Routen des Tropenholz-Schmuggels, ein Länderatlas mit Statistiken zur nachhaltigen Entwicklung (Globalis).

## GRID-Centers weltweit
Die Global Resource Information Database (GRID) besteht aus einem Netzwerk vieler Zentren auf der ganzen Welt:
- Arendal (Norwegen) UNEP/GRID-Arendal
- Bangkok (Thailand) - UNEP Environment Assessment Programme for Asia and the Pacific (EAPAP)
- Budapest (Ungarn) - Department for Environment Information Systems
- Christchurch (Neuseeland) - University of Canterbury
- Genf (Schweiz), UNEP/DEWA/GRID-Geneva
- ICIMOD at UNEP
- Kathmandu (Nepal) - International Centre for Integrated Mountain Development (ICIMOD)
- Moskau (Russland)
- Nairobi (Kenia) UNEP-DEWA/GRID-Nairobi
- Ottawa (Kanada) - Canada Centre for Remote Sensing
- San Jose dos Campos (Brasilien) - Instituto Nacional de Pesquisas Espacias (INPE)
- Sioux Falls, South Dakota (USA) - Earth Resources Observation and Science Data Center United States Geological Survey (USGS)
- Tiflis (Georgien)
- Warschau (Polen) - Environmental Information Centre

## Weiterführende Artikel und verwandte Projekte
- National Oceanic and Atmospheric Administration (NOAA)
- World Database on Protected Areas (WDPA)
- Clearing-House-Mechanismus
- PortalU